# Tsuneo Hasegawa
Tsuneo Hasegawa (長谷川 恒男, Hasegawa, 8 de dezembro de 1947 – c. 10 de outubro de 1991) foi um alpinista Japonês considerado como um herói por ter realizado várias ascensões invernais, pioneiro na matéria no Japão, e por isso inspirado um best-seller no manga de aventura .

## Alpinista
Muito cedo foi atirado pela montanha e formado nessa disciplina na Japão, rapidamente parte para a Europa e ataca-se às montanhas da França e da Itália. Aos 30 anos realiza um primeiro grande feito alpino em detrimento do seu grande rival Ivano Ghirardini com a primeira invernal da face norte do Cervin pela via Schmidt. Mas é o mesmo Ghirardini que desta vez o bate ao efectuar a trilogia invernal das grandes vertentes norte dos Alpes - Cervin, Grandes Jorasses, Eiger, que por cima o efectua em solitário e sem equipamento das vias, até porque eram conhecidas como os três últimos problemas dos Alpes (em francês:  Les trois derniers problèmes des Alpes). Tsuneo será assim o segundo homem a resolver este problema, mas o primeiro japonês a conseguir faze-lo .
Tsuneo Hasegawa morre numa avalancha no Himalaya.

## Ascensões
- 1977 - Segunda invernal em solitário da face norte do Matterhorn
- 1978 - Primeira invernal da face norte do Eiger, 9 de Março
- 1979 - Invernal em solitário da face norte das Grandes Jorasses
- 1980 - Invernal em solitário face norte do Aconcágua
- 1981 - Primeira invernal em solitário da face sul do Aconcágua, a chamada Rota Francesa